# Parc national du Lac-Témiscouata
Le parc national du Lac-Témiscouata est le 24e parc national du Québec (Canada).  Cette aire protégée de 176,5 km2 est située à l'est du lac Témiscouata, dans la région du Bas-Saint-Laurent. 
Ce parc national créé le 18 novembre 2009 est divisé en deux parties, l’une au nord-est du lac Témiscouata (157,2 km2, qui inclut les secteurs Squatec et Saint-Juste) et l’autre au sud-est (18,1 km2, secteur Dégelis). Les caractéristiques physiques et écologiques du parc en font un territoire représentatif de la région naturelle des monts Notre-Dame (21 720 km2), la seule région naturelle du Sud du Québec qui n'était pas encore représentée par un parc national au moment de sa création. En plus de border le lac Témiscouata, un des plus beaux de la région, ce territoire compte plusieurs plus petits lacs et est traversé par une importante rivière canotable, la rivière Touladi à l'embouchure de laquelle vient frayer le corégone nain. Sur le plan faunique, le parc abrite le plus grand ravage de cerf de Virginie du Bas-Saint-Laurent. Enfin, sur le plan culturel, on y trouve une forte concentration de sites archéologiques amérindiens parmi les plus anciens au Québec. Grey Owl a aussi vécu sur ce territoire pendant près de 2 ans.

## Géographie
Le parc national du Lac-Témiscouata située sur la rive est du lac Témiscouata, dans la région du Bas-Saint-Laurent. Le territoire du parc est compris dans les municipalités de Saint-Michel-du-Squatec et de Saint-Juste-du-Lac, les villes de Dégelis et de Témiscouata-sur-le-Lac, qui sont situées la municipalité régionale de comté (MRC) de Témiscouata et la municipalité de Saint-Cyprien, qui est située dans la MRC de Rivière-du-Loup.  Le parc est divisé en quatre secteurs ayant une superficie totale de 176,5 km2.

### Géologie
Les roches du parc font partie des Appalaches. Elles sont situées à la limite de l'orogenèse taconique et de l'orogenèse acadien. L'orogenèse taconique s'est produite lors du début de la subduction de l'océan Iapetus sous le continent nommé Laurentia lors de l'Ordovicien, il y a environ 460 millions d'années. Cette chaîne était étroite et de faible altitude au niveau du Québec et même restait même sous l'eau par endroits. Au Devonien, il y a 400 millions d'années, Laurentia entra en collision avec plusieurs microcontinents ce qui créa la chaîne acadienne qui se superposa à la chaîne taconienne. L'âge des roches du parc varie du Cambrien au Dévonien et elles sont composées en majorité de calcaire et de grès.
Près du lac Croche, on observe un développement vers une topographie karstique. On y observe entre autres une perte, des dolines, et une résurgence. On y trouve aussi le trou des Perdus, une grotte longue de 250 m.
Comme pour la majorité du Québec, la région a été recouverte par l'inlandsis laurentidien durant la glaciation du Wisconsin, entre 80 000 et 12000ans avant notre ère. Il y a 14 000 ans, celle-ci se scinda en deux au niveau du fleuve Saint-Laurent formant ainsi la calotte glaciaire appalachienne. Celle-ci prit 2 000 ans pour fondre. Les glaciers laissèrent entre autres des dépôts de tillite épais de 25 cm à un mètre et contribuèrent à aplanir le territoire et à creuser les vallées. La déglaciation laissa des dépôts fluvioglaciaires ainsi qu'un petit esker au nord-ouest du parc. Les vallées en dessous de 195 m furent recouvertes par le lac Madawaska, un grand lac glaciaire qui s'est étendu jusqu'à Grand-Sault au Nouveau-Brunswick. Le lac se vidangea vers il y a 8 000 ans laissant des rhythmites et des varves composés de silt argileux.

### Relief

Logo

Bien que le parc soit situé dans les monts Notre-Dame, celui-ci est plutôt de faible altitude.  Le point le plus bas du parc se situe au niveau du lac Témiscouata à 149 m et le sommet correspond à la montagne du Fourneau (380 m).  Dans le secteur de la Grande Baie, le sommet s'élève de 360 m par rapport au lac. La vallée de la rivière Touladi a quant à elle une altitude moyenne de 160 m.

### Hydrographie
Le territoire du parc est parcouru de nombreux cours d'eau et plans d'eau. Le principal, et celui qui donne son nom au parc, le lac Témiscouata, s'étend sur une longueur de 38,9 km et une largeur maximale de 3 km. De ses 104 km de rives, 45 %, soit 47,2 km sont incluses dans les limites du parc, ainsi qu'une bande de 200 m du lac le long de ces berges. On y retrouve une seule île, l'île Notre-Dame, incluse dans le parc.
En incluant le lac Témiscouata, on retrouve sur le territoire du parc 19 plans d'eau, pour une superficie totale de 84 ha. Les principaux plans d'eau sont, en ordre décroissant de superficie, le lac Témiscouata, le Grand lac Touladi, le Petit lac Touladi, le lac Rond, le lac Croche et le lac à Foin. On retrouve dans la partie nord-ouest du Grand lac Touladi un important marais de 23 ha.
Le territoire est aussi parcouru de 14 ruisseaux, dont le ruisseau Sutherland, dont la décharge dévale le synclinal Squatec-Cabano dans un impressionnant encaissement en cascades. Seulement deux rivières traversent le parc, la rivière Touladi et la rivière Ashberish.
Le réseau hydrographique du parc est de type en treillis; les cours d'eau s'orientent dans le plissement appalachien et occupent les zones de fractures géologiques. Tout le système hydrographique fait partie du bassin versant de la rivière Madawaska. Ce bassin se divise en 27 bassins secondaires, dont 9 sont situés dans le parc. Les principaux étant le bassin du lac Témiscouata, le bassin de la rivière Touladi et le bassin du ruisseau Sutherland.

## Milieu naturel

### Flore
La forêt occupe 93 % du territoire du parc et s'inscrit dans le domaine bioclimatique de la sapinière à bouleau jaune. Sept types écologiques se retrouvent dans le parc : la sapinière à bouleau jaune, l'érablière à bouleau jaune, la cédrière tourbeuse à sapin, la sapinière à thuya, l'érablière à bouleau jaune et hêtre, la sapinière à épinette rouge et la pessière noire à sphaignes. Au terme de la succession végétale, un peu plus de 70 % du territoire devrait être recouvert des groupements sapin baumier et bouleau jaune. Par contre, l'aménagement forestier intensif et les épidémies de tordeuse des bourgeons de l'épinette des années précédant la protection du territoire font que ce peuplement ne couvre que 2,8 % du territoire.
Le parc compte plus de 23 peuplements forestiers d'essences distinctes. Les peupleraies à résineux couvrent 32,2 % du parc, suivies des peupleraies (20,7 %) et des peuplements résineux à peuplier (12,9 %). Les érablières couvrent 8,5 % du territoire. Les cédrières à résineux et les cédrières sont les peuplement résineux les plus courants (9,8 & du territoire). Les sapinières, pessières, mélèzins et pinèdes couvrent seulement 2,1 % du territoire. Les deux pinèdes qu'on retrouve dans le parc sont la pinède blanche de la pointe aux Pins et l'écosystème forestier exceptionnel de la montagne du Fourneau, une pinède rouge.
Le territoire comprend de rares tourbières et quelques marais et marécages avec une végétation palustre bien développée. On y retrouve des herbiers aquatiques à nénuphar et des marais à scirpe lacustre.
Malgré l'importance de la coupe forestière sur le territoire du parc avant sa création, seulement 13,4 % des forêts ont moins de 40 ans. La majorité des forêts, soit 58 % ont 40 à 80 ans. Finalement, 12 % des forêts ont plus de 80 ans.
En ce qui concerne la flore vasculaire, le territoire du parc comprend 397 taxons, selon le dernier inventaire complété. Le territoire appartient au domaine boréal, puisque 57,8 % des taxons ont une aire de répartition correspondant à la forêt coniférienne boréale. Toutefois, 38,9 % des taxons appartiennent au domaine tempéré, montrant le climat plus doux caractéristique des vallées du parc. Un total de 33 taxons sont reconnus comme rares localement et cinq sont susceptibles d'être désignés menacés ou vulnérables au Québec. Il s'agit du calypso bulbeux, de la nympée de Leiberg, de la ptérospore à fleurs d'Andromède, du scripe de Clinton et de la valériane des tourbières.

### Faune
On retrouverait dans le parc 40 espèces de mammifères dont une vingtaine ont été confirmées. Parmi les ongulés, on retrouve l'orignal (Alces alces) et le cerf de Virginie (Odocoilus virginiensis). Parmi les carnivores, on retrouve le coyote (Canis latrans), qui n'est présent dans la région que depuis 1971.  Le loup était présent dans la région mais a disparu vers la fin des années 1800.  Parmi les autres prédateurs, on retrouve le Renard roux (Vulpes vulpes), l'Ours noir (Ursus américanus), l'Hermine (Mustela herminea), le Vison d'Amérique (Neovison vison), la Martre d'Amérique (Martes americana), le Pékan (Martes pennanti), la Loutre de rivière (Lontra canadensis) et le Lynx du Canada (Lynx canadensis).  Pour ce qui est des petits mammifères, on retrouve le Lièvre d'Amérique (Lepus américanus), l'Écureuil roux (Tamiasciurus hudsonicus), le Tamia rayé (Tamias striatus), le Petit Polatouche (Glaucomys volans), le Castor du Canada (Castor canadensis), le Rat musqué (Ondatra zibethicus) et le Porc-épic d'Amérique (Erethizon dorsatum).
On retrouve 20 espèces de poissons dans les différents plans d'eau du parc. Parmi les salmonidés, on y retrouve le grand corégone, le touladi et l'omble de fontaine. On y retrouve aussi des espèces de cyprins et de meuniers, ainsi que la perchaude et l'épinoche. D'ailleurs, une forme particulière d'épinoche à trois épines est observée sur les plans d'eau où la pêche est interdite. Cette forme présente une réduction des plaques osseuses pelviennes due à l'absence de prédateurs.
Plusieurs amphibiens sont recensés sur le territoire, dont le ouaouaron, la grenouille du Nord, la grenouille des bois et la couleuvre rayée. Le territoire est aussi potentiellement l'habitat de la salamandre à quatre orteils.
En ce qui concerne la faune aviaire, les passereaux comptent pour la moitié des espèces recensées. On y retrouve plusieurs espèces de grives, de moucherolles, de parulines et de bruants. On retrouve aussi plusieurs rapaces : le balbuzard pêcheur, le pygargue à tête blanche, le busard Saint-Martin, la buse à queue rousse, la petite buse et la crécerelle d'Amérique.